# Evangelische Kirche (Greifenstein-Holzhausen)

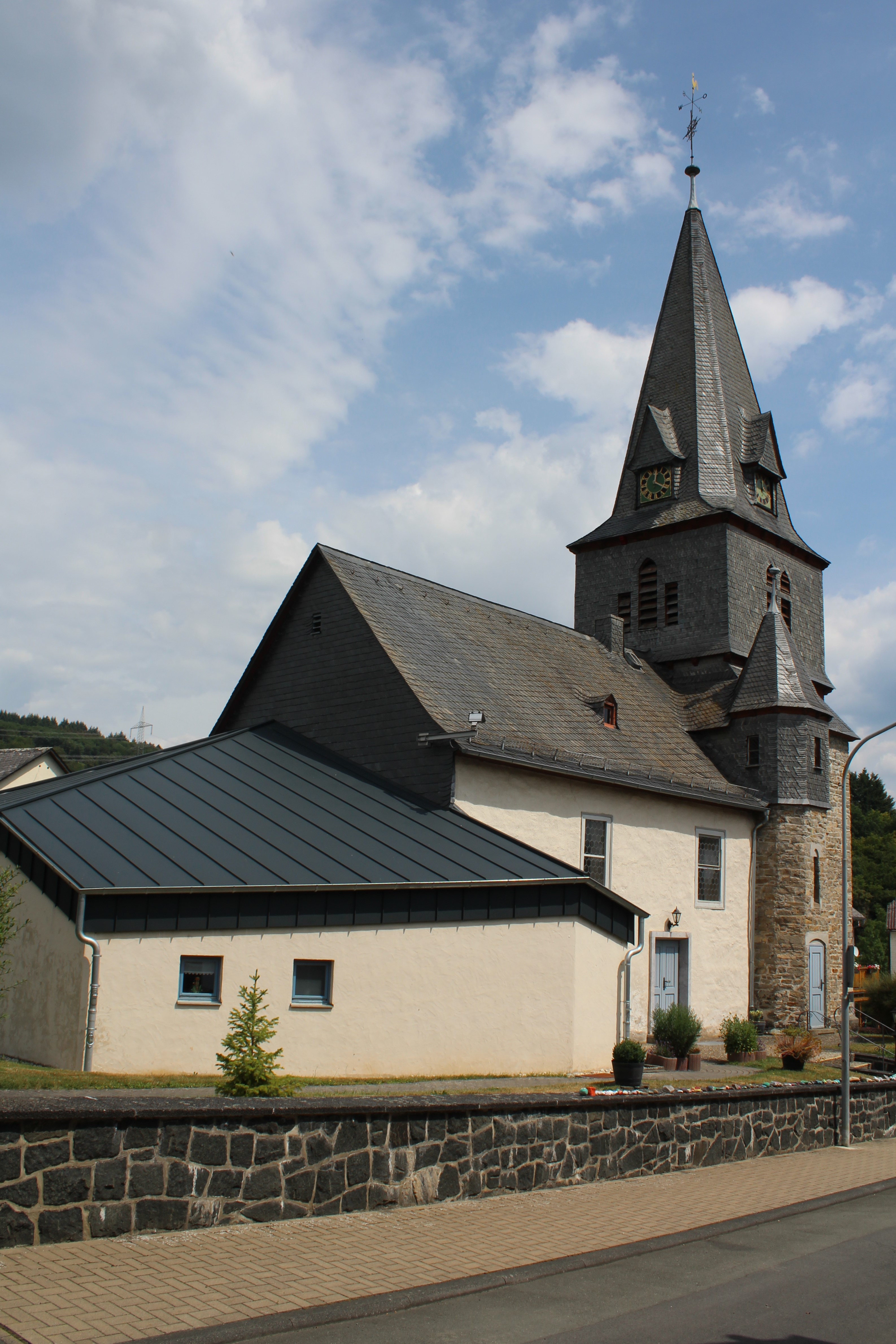
Kirche in Holzhausen

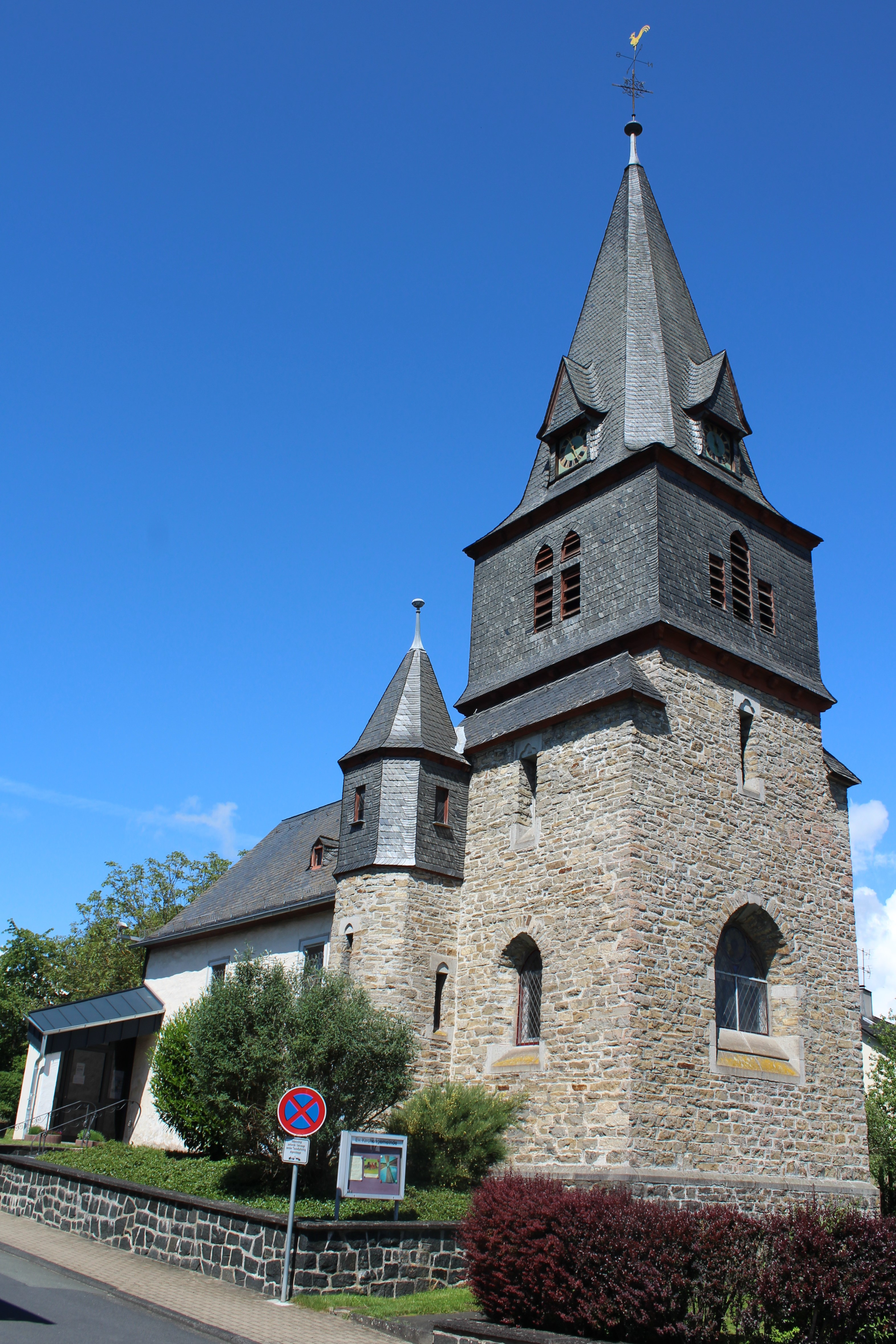
Kirche von Südosten

Die Evangelische Kirche in Holzhausen in der Gemeinde Greifenstein im Lahn-Dill-Kreis (Hessen) ist eine gotische Chorturmkirche. Die denkmalgeschützte Kirche ist ortsbildprägend und aufgrund ihrer geschichtlichen Bedeutung hessisches Kulturdenkmal.

## Geschichte
Holzhausen war im ausgehenden Mittelalter ein Filial von Ulm im Archipresbyterat Wetzlar im Archidiakonat St. Lubentius Dietkirchen im Bistum Trier. Ulm war der Sendort für Allendorf, Heisterberg und Holzhausen. Im 15. Jahrhundert sind in Holzhausen und Allendorf Kapellen nachgewiesen. In Holzhausen wurde vermutlich Anfang des 15. Jahrhunderts ein solitärer Turm als Taufkapelle errichtet. Das Patronat lag ab 1436 bei Solms-Braunfels.
Vermutlich um 1549 wurde die Reformation im Ulmer Kirchspiel unter Pfarrer Johannes Scholer eingeführt. Unter Graf Konrad von Solms-Braunfels vollzog die Kirchengemeinde 1582 einen Wechsel zum reformierten Bekenntnis. Von 1623 bis 1629 kam es zu (erfolglosen) Rekatholisierungsversuchen, als spanische Truppen das Solmser Gebiet besetzten und die evangelischen Pfarrer vertrieben. Vermutlich im Jahr 1679 wurde das Kirchenschiff an den mittelalterlichen Turm angebaut. 1751 folgt eine umfassende Sanierung des Turms und eine Ausmalung der Kirche.
Als das Turmgewölbe 1896 wegen Baufälligkeit einzustürzen drohte, wurde die Kirche geschlossen. 1898/1899 wurde der Turm erneuert. Die Kosten von 6500 Mark übernahm die Kirchengemeinde, während die Zivilgemeinde eine neue Glocke und Turmuhr anschaffte.
Im Jahr 1951 folgten eine Außensanierung der Kirche und der Erwerb einer neuen Glocke. 1960 schaffte die Gemeinde eine Orgel an. Die drei evangelischen Kirchengemeinden Holzhausen, Ulm und Allendorf wurden am 4. Oktober 1972 aufgehoben. Sie fusionierten zum 1. Januar 1973 zur evangelischen Kirchengemeinde Ulmtal. Im selben Jahr wurde die Kirche durch einen westlichen Anbau mit Gemeinderäumen erweitert. In den Folgejahren wurden Kirchhofmauer, Wetterhahn und die Zifferblätter der Turmuhr erneuert. Zusätzliche Balken verstärken seit 2016 den Helmaufbau.
Die Kirchengemeinde Ulmtal umfasst die Orte Allendorf, Holzhausen und Ulm. Sie gehört zum Evangelischen Kirchenkreis an Lahn und Dill in der Evangelischen Kirche im Rheinland.

## Architektur

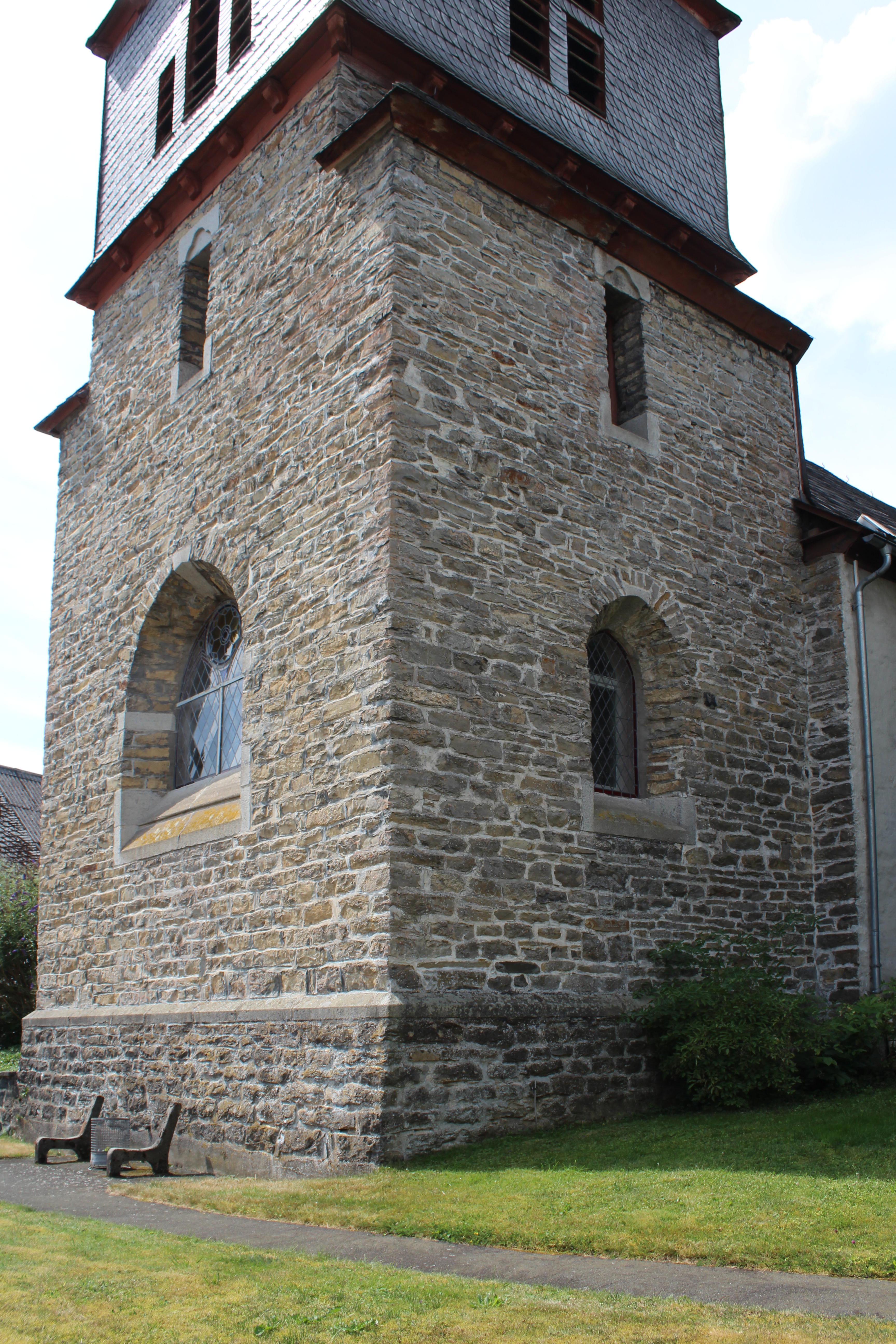
Turm von Nordosten

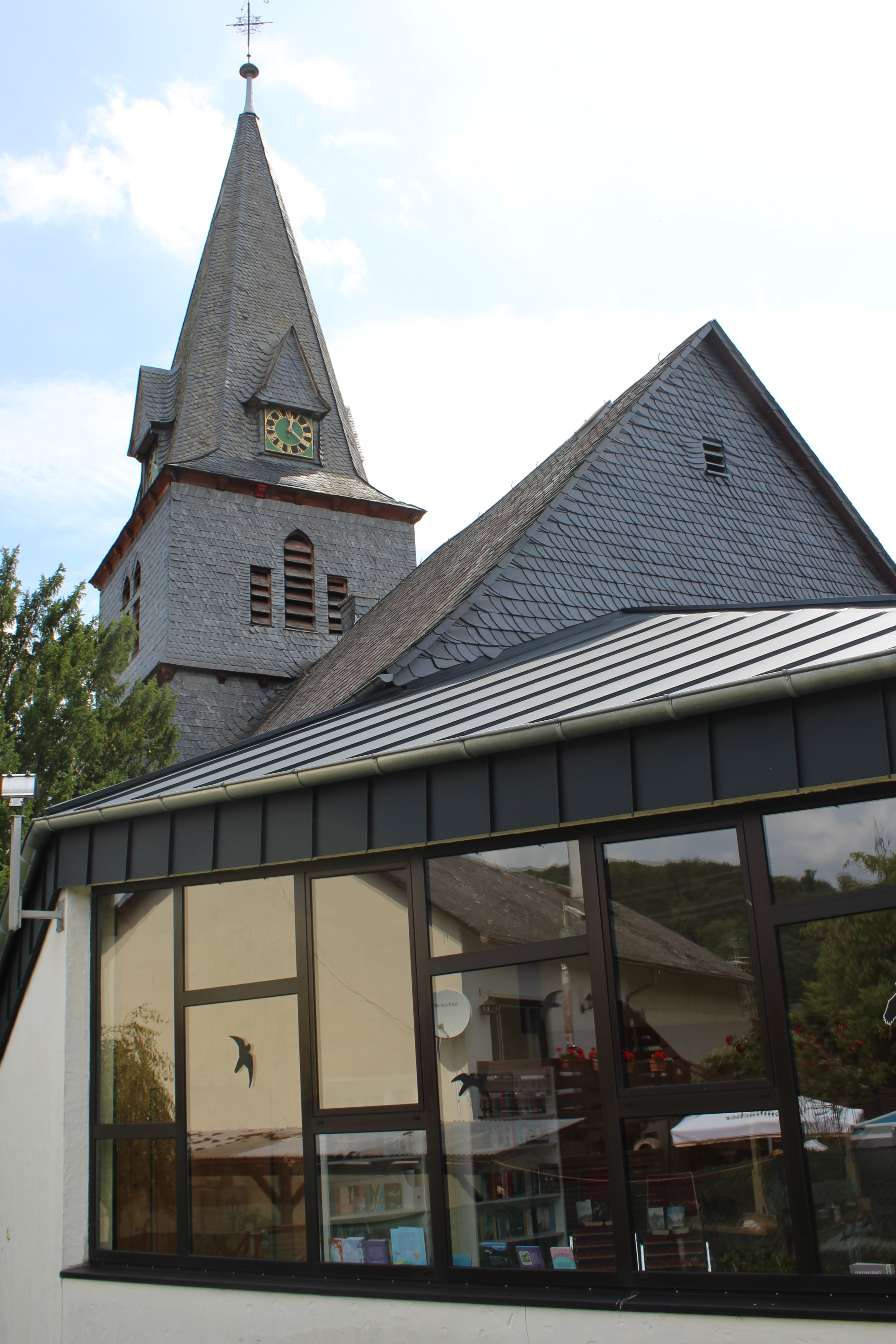
Ansicht von Westen mit dem Anbau von 1973

Die nicht exakt geostete, sondern nach Ost-Nordost ausgerichtete Kirche ist im Ortszentrum an der Ulmtalerstraße errichtet. Der Turm ist aus unverputztem Bruchsteinmauerwerk gebaut, das Kirchenschiff ist verputzt.
Der ursprünglich wehrhafte Kirchturm auf quadratischem Grundriss ist ungegliedert. Die Turmhalle mit ihrem Kreuzgewölbe wird an den drei freistehenden Seiten durch Fenster mit stumpfem Spitzbogen belichtet, die seit den Erneuerungsmaßnahmen von 1899 geweitet sind und Fensterstürze und schräge Sohlbänke aus hellem Werkstein erhalten haben. Im Obergeschoss sind drei Schlitzfenster eingelassen, deren Fensterstürze Kleeblatt-Nischen haben. Unterhalb der Traufe springt im Süden und Norden das Mauerwerk etwas zurück und wird dort von einem kleinen Schieferdach bedeckt. Dem massiv aufgemauerten Turmschaft ist ein kubusförmiges, verschiefertes Obergeschoss in Fachwerkweise aufgesetzt, über dem sich der Turmhelm erhebt. Der vierseitige Spitzhelm mit abgeflachten Ecken trägt die vier Zifferblätter der Turmuhr unter einem Dreiecksgiebel. Er erreicht eine Höhe von 28 Metern und wird von einem Turmknauf, einem verzierten Kreuz und einem Wetterhahn bekrönt. Ein polygonaler Treppenturm des 19. Jahrhunderts an der Südseite zwischen Turm und Schiff hat Schlitzfenster in der Art des Turmobergeschosses und ein verschiefertes Obergeschoss, dem ein oktogonaler Spitzhelm aufgesetzt ist.
Das verputzte Kirchenschiff des 17. Jahrhunderts auf rechteckigem Grundriss wird von einem verschieferten Satteldach bedeckt. Es wird im Süden durch zwei kleine hochsitzende Rechteckfenster belichtet und durch ein hochrechteckiges Südportal erschlossen. Die westliche Giebelseite ist verschiefert und die nördliche Seite fensterlos. Um das westliche Ende sind moderne, niedrige Gemeinderäume von 1973 herumgebaut.

## Ausstattung

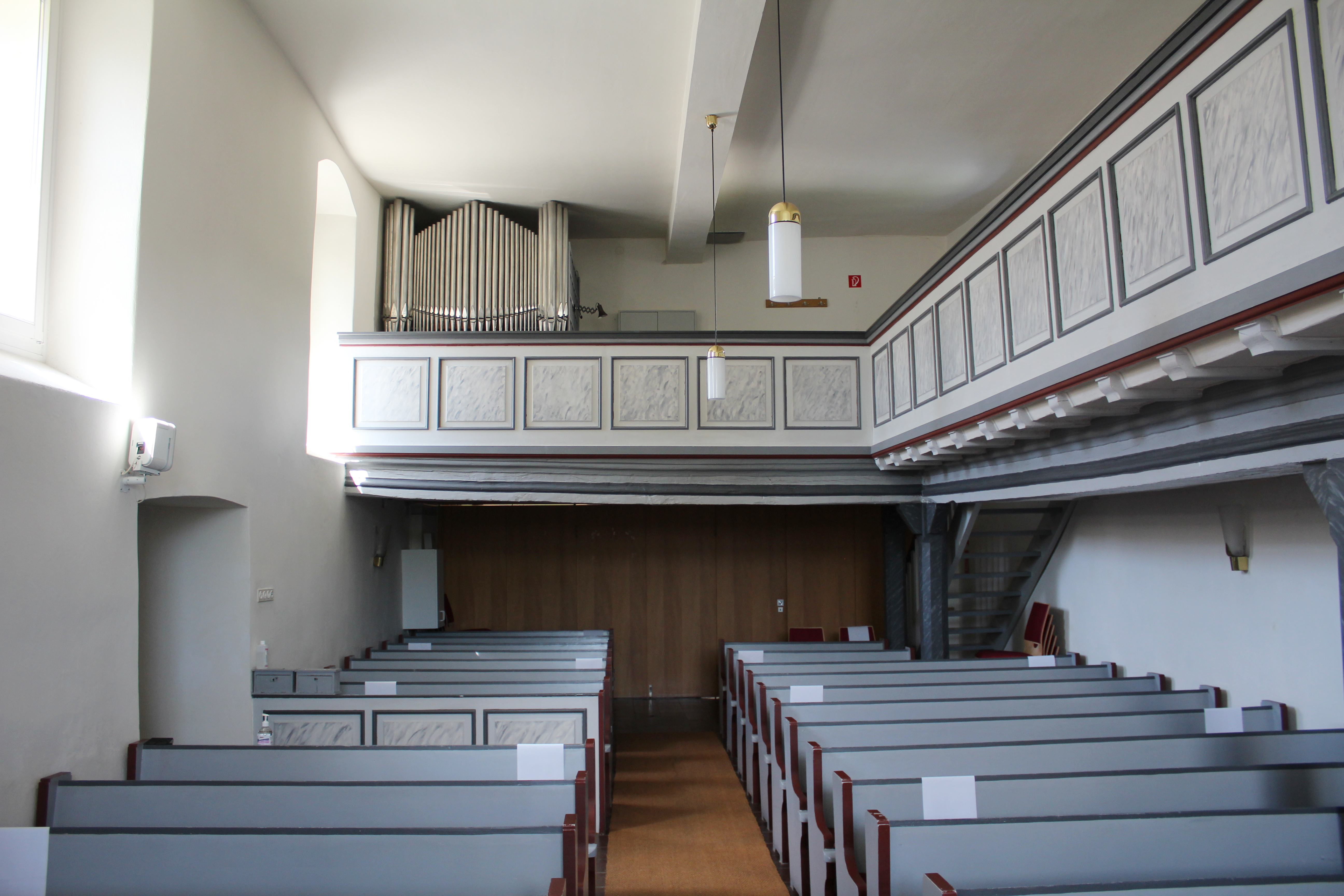
Blick zur Orgelempore

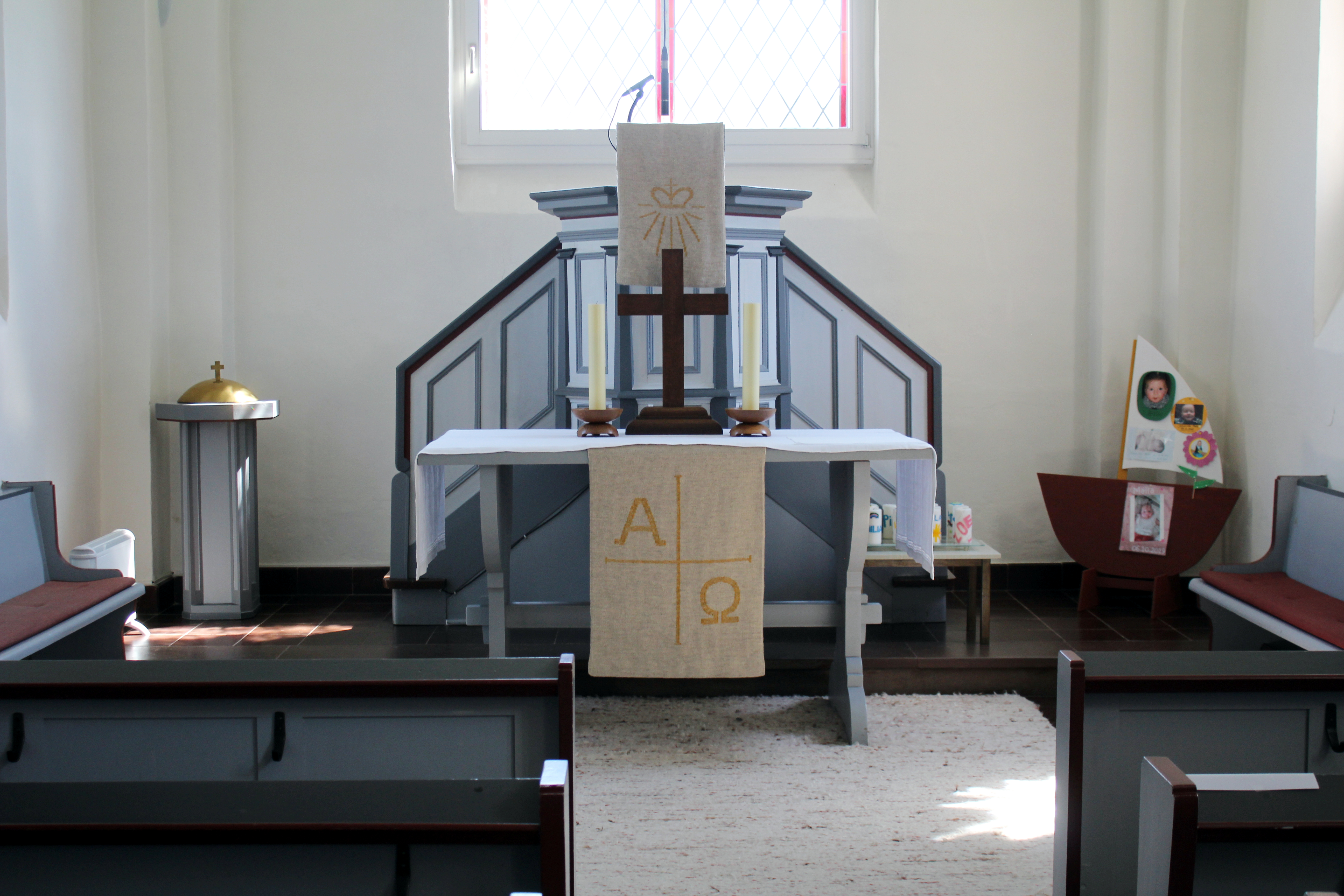
Chorraum

Die Kirchenausstattung ist entsprechend reformierter Tradition schlicht gehalten. Die hölzernen Inventarstücke sind einheitlich in Hellblau und die Profile der Füllungen von Emporenbrüstung und Kanzel in Dunkelblau gefasst und vereinzelt mit Rot abgesetzt. Der Innenraum wird von einer Flachdecke abgeschlossen, die von einem Längsunterzug getragen wird. Ein großer Rundbogen öffnet den Chor zum Schiff.
Im Nordwesten ist eine Winkelempore eingebaut, die auf achteckigen Pfosten mit Bügen ruht. Die Westempore dient als Aufstellungsort für die Orgel. Die Brüstung hat schlichte querrechteckige Füllungen mit marmorierter Bemalung.
Die polygonale hölzerne Kanzel ist an der Ostseite des Chors aufgestellt und hat eine zweiläufige Treppe. Im Schiff lässt das hölzerne Kirchengestühl einen Mittelgang frei.

## Orgel

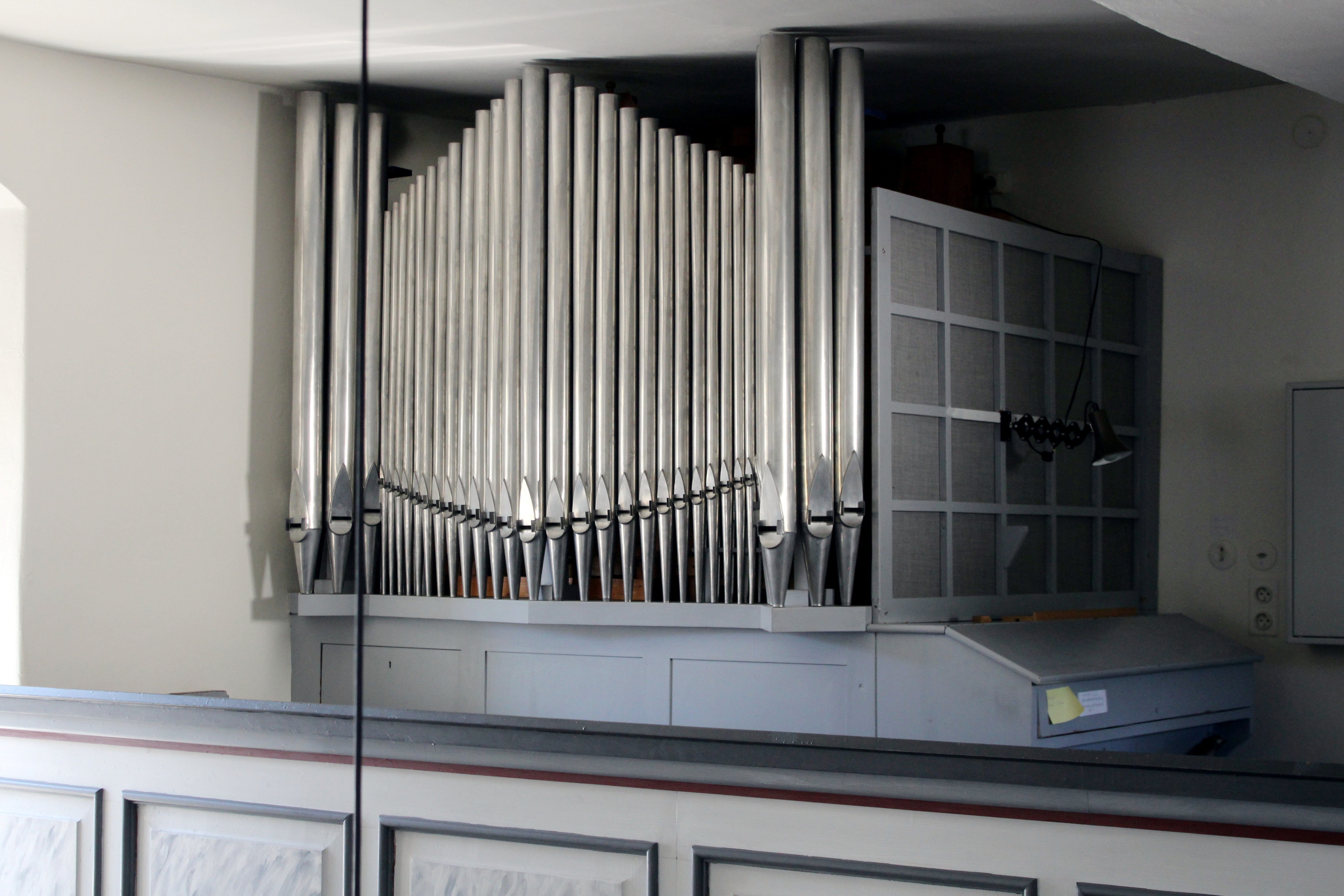
Hardt-Orgel von 1960

Günter Hardt baute 1960 eine kleine Orgel. Das Instrument verfügt über sechs Register auf einem Manual und Pedal. Die Disposition lautet wie folgt:
| I Manual C–f3 |       |
| Gedackt       | 8′    |
| Principal     | 4′    |
| Rohrflöte     | 4′    |
| Octave        | 2′    |
| Mixtur III–IV | 1 ⁄3′ |

| Pedal C–f1 |     |
| Subbass    | 16′ |

- Koppeln: I/P

## Geläut

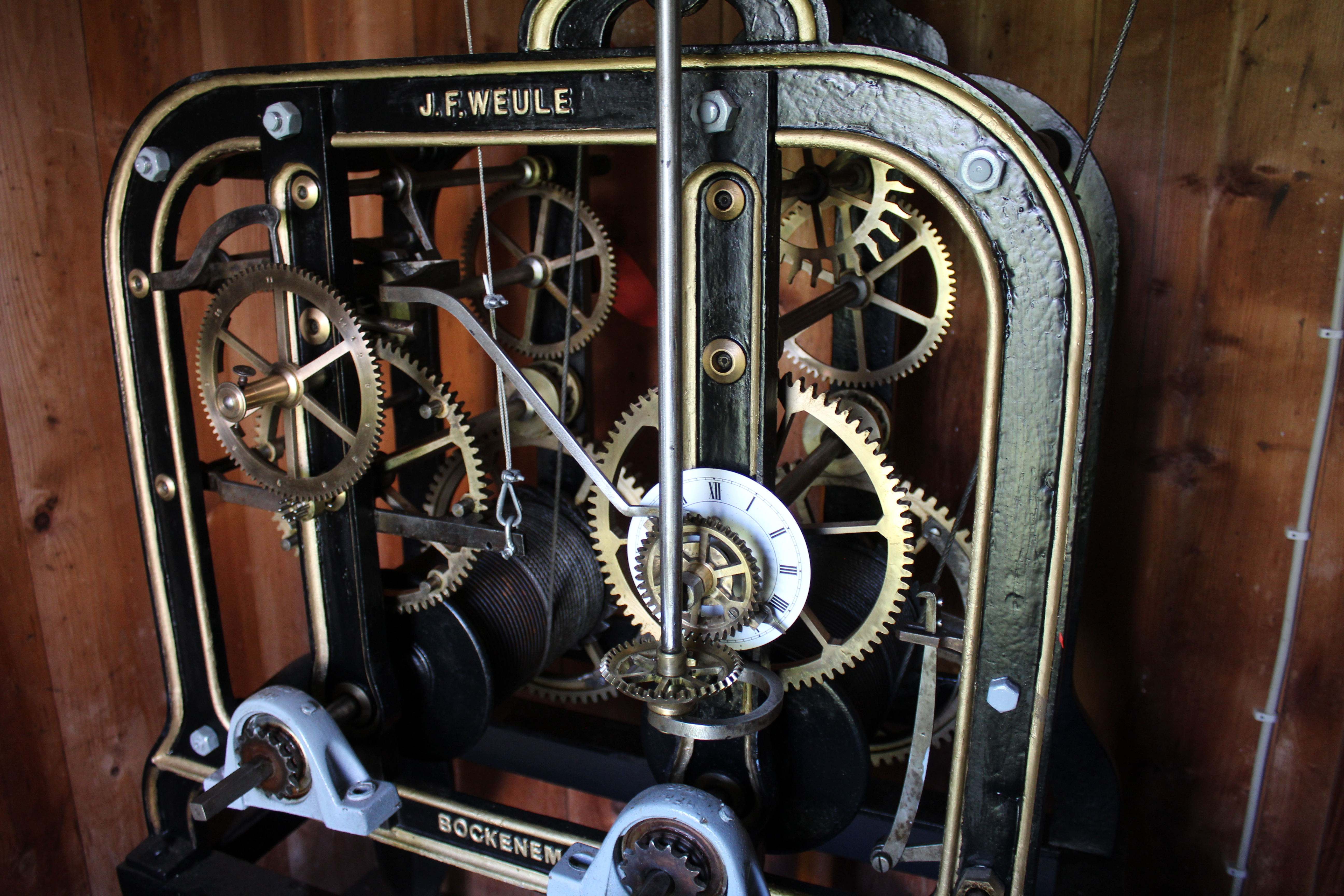
Uhrwerk von 1899

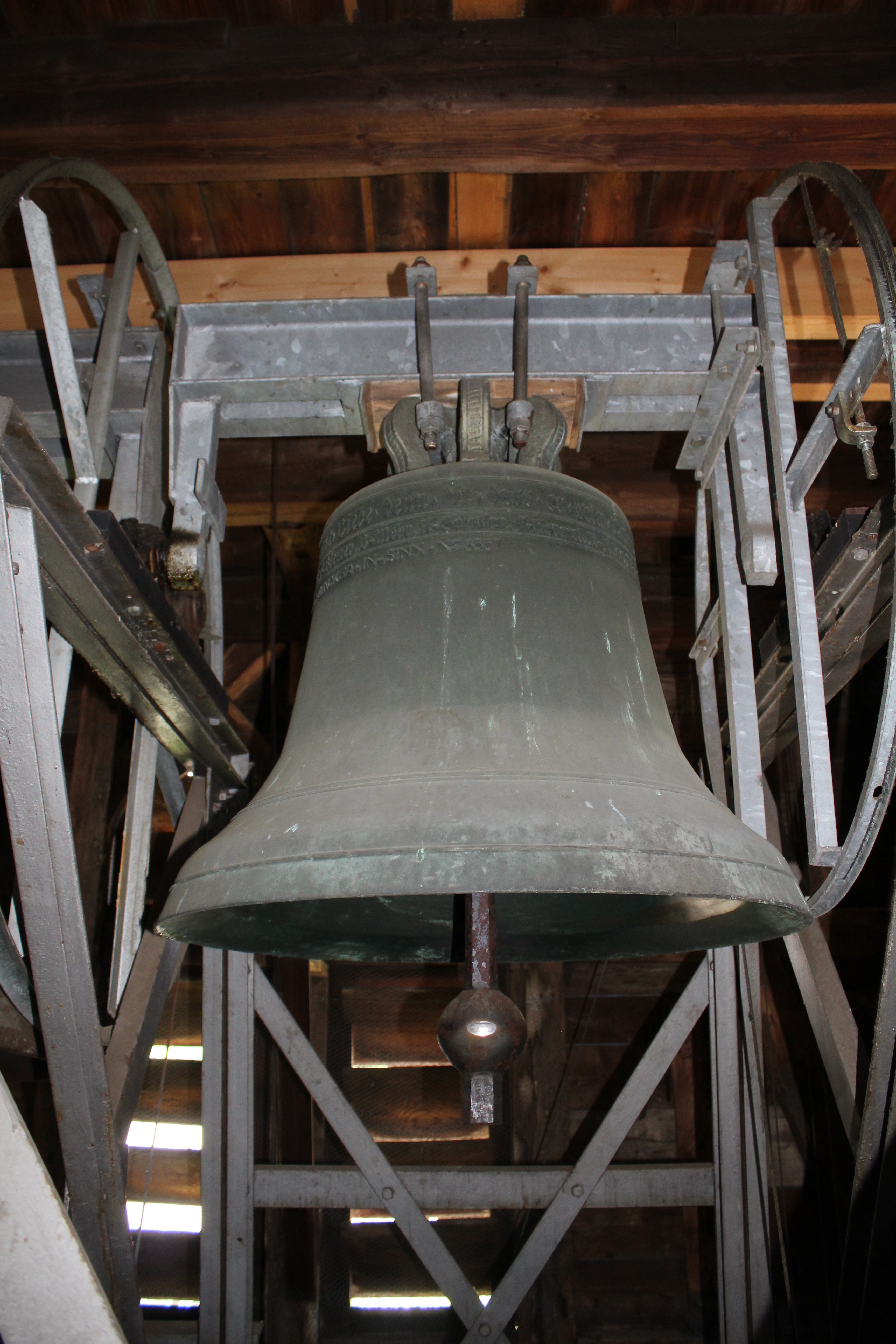
Rincker-Glocke von 1926

Die Glockenstube beherbergt ein Zweiergeläut. 1673 entwendeten durchziehende französische Truppen eine Glocke, die durch eine Stiftung des Greifensteiner Grafen ersetzt wurde. Wilhelm Rincker goss 1807 eine Glocke, die 1834 zersprang und ein Jahr später durch Rincker in größerer Form umgegossen wurde. Da die Glocke durch die Baumaßnahmen am Ende des 19. Jahrhunderts einen Sprung erhalten hatte, wurde sie von Rincker 1899 mit einem Durchmesser von 0,93 Meter umgegossen. Die Zivilgemeinde bezahlte im selben Jahr eine zweite Glocke. Eine im Ersten Weltkrieg an die Rüstungsindustrie abgelieferte Glocke wurde 1926 durch Rincker ersetzt. Sie trägt die Inschrift: „Niemand hat größere Liebe denn die, dass er sein Leben lässt für seine Freunde, Joh. 15, 13. W. Klas, K. Pletsch, H. Gross, G. Dross, L. Rumpf, F. Biemer, L. Mohr, K. Geissler, F. Hormel, K. Klas, W. Kohlhauer, H. Biemer, F. Schweitzer. Mich Goss 1926 F. + W. Rinker in Sinn Nr. 3557.“ Die andere Glocke erlitt 1942 dasselbe Schicksal und ging verloren. 1951 schaffte die Gemeinde eine Stahlglocke des Bochumer Vereins an, die folgende Inschrift trägt: „O Land, Land, höre des Herren Wort, Jeremia 22, Vers 29, 1951“.
Das Uhrwerk der Firma J. F. Weule wurde im Jahr 1899 hergestellt und Jahr 2017 durch den Heimat- und Geschichtsverein Holzhausen renoviert.